# استناد علمی
استناد علمی (انگلیسی: Scientific citation)به ارجاع‌دهی تشریحی به کارهای قبلی مرتبط با موضوع در یک مقاله یا کتاب منتشره جدید گفته می‌شود. هدف استناد در یک کار نو و جدید اینست که به خوانندگان اثر کمک شود که بتوانند با مراجعه به کار مورد استناد قرار گرفته کار جدید را داوری کنند، از اطلاعات زمینه ای کار برای توسعه آن در آینده استفاده کنند و آورده کارهای قبلی در کار فعلی را تصدیق کنند. استناد دهی مثلاً در یک مقاله مروری منابع متعددی را گردهم می‌آورد.
اگر حجم کار در یک حوزه لحاظ شود، در غیاب دیگر معیارها، کیفیت یک کار تا سطح بسیار زیادی بر اساس میزان ارجاعاتی که کسب کرده‌است سنجیده می‌شود. گرچه این موضوع لزوماً شاخص قابل اعتمادی نیست اما شمردن تعداد ارجاعات یک کار آسان است و داوری در مورد مزیت‌های کارهای پیچیده بسیار دشوار خواهد بود.
کارهای قبلی می‌تواند بخاطر رویه‌های آزمایشی، ابزارها، اهداف و نتایج نظری قبلی که کارتحقیقاتی جدید یا پایان‌نامه جدید بر اساس آن شکل می‌گیرد یا دیگر دلایل مورد ارجاع قرار گیرند. معمولاً اینگونه استنادات چارچوب عمومی از تاثیرپذیری‌ها و ذهنیت تحقیق را تدوین می‌کنند و به ویژه تعیین فرد مناسب برای داوری همتا کمک می‌کنند.
استناد انتظام یافته به کارهای قبلی در ریاضیات و علوم حداقل تا زمان اقلیدس قابل پیگیری است. در اواخر هزاره میلادی دانشمندان عالم اسلام علم حدیث یا پشتوانه سنجی(Backing)که روایی(Validity)گفتارهای پیامبر اسلام را در احادیث می‌سنجیدند، استناد علمی توسعه پیدا کرد. مکتب اشاعره در فلسفه اولیه اسلامی این موضوع را به فقه یا دانش نظری حقوق بسط دادند، در حالی که مکتب معتزله از روش‌های سنتی بهره می‌بردند و أنها را در علوم به کار می‌بستند.
به بیان دیگر، کسب جایگاه و اقتدار برای ایجاد کار جدید از طریق استناد به مراجعی که اقتدارشان پذیرفته شده‌است یک ایده نزدیک به جهانی میان مردم مدیترانه است. در اینجا مردم تحصیل کرده در معرض یک یا چمد مورد از این کردارها بوده‌اند و قبل از رنسان اروپا و ظهور روش علمی این استناد علمی در جریان بوده‌است.